# Andrea Coppola (attore)
Andrea Coppola (Lecce, 24 maggio 1950) è un attore italiano.

## Filmografia parziale
- I nuovi barbari, regia di Enzo G. Castellari (1983)
- Fuga dal Bronx, regia di Enzo G. Castellari (1983)
- Anche lei fumava il sigaro, regia di Alessandro Di Robilant (1985)
- Sogni erotici di Cleopatra, regia di Rino Di Silvestro (1985)
- Schiave bianche - Violenza in Amazzonia, regia di Mario Gariazzo (1985)
- Momo, regia di Johannes Schaaf (1986)
- Un viaggio chiamato amore, regia di Michele Placido (2002)
- La passione di Cristo (The Passion of the Christ), regia di Mel Gibson (2004)